# Maison de Jean du Bosquiel
La maison de Jean du Bosquiel est un bâtiment de style renaissance situé aux numéros 63 et 65 de la rue de la Barre à Lille.

## Histoire
La Maison de Jean du Bosquiel prend son nom de son 1er propriétaire, Jean du Bosquiel, seigneur des Plancques, échevin puis rewart de Lille dans la seconde moitié du XVIe siècle.
Sa construction remonte à 1595, la date de construction comme les armoiries de son premier propriétaire Jean du Bosquiel ont été découvertes sur les poutres de la maison. Elle est de ce fait l'une des plus anciennes maisons de Lille.

## Description
De style Renaissance, la façade côté rue se compose au rez-de-chaussée d'un parement intégralement en grès. Dans cette façade s'ouvrent, à gauche une fenêtre de forme carrée et une porte voutée de faible hauteur (< 2 m) qui toutes deux sont surmontées par 2 fenêtres carrées de petite taille. Sur la droite de la porte s'ouvrent 5 fenêtres à croisées chacune comportant 1 meneau et 2 traverses entièrement en grès, ces fenêtres sont par ailleurs chacune surmontées par un fronton cintré en pierre calcaire blanche. Les 3 fenêtres actuellement au n°65 ont cependant été recouvertes par une devanture de magasin en bois à une date inconnue.
Le 1er étage en brique rouge clair est percé de 5 fenêtres à croisées, celle de gauche comportant 2 meneaux et 1 traverse, les autres comportant 1 meneau et 1 traverse. Ces fenêtres sont surmontées par un fronton triangulaire. Les meneaux, traverses et encadrements des fenêtres sont intégralement en pierre calcaire. Les fenêtres tout comme les coins du bâtiment sont par ailleurs ornés d'un chaînage alternant brique et pierre calcaire.
La toiture non mansardée pouvait d'origine comprendre un étage avec des fenêtres en lucarne voire ne pouvait pas comprendre d'étage intérieur. Elle comprend aujourd'hui un étage au n°63 comportant deux lucarnes et deux étages au n°65 comportant trois lucarnes au 1er étage, une lucarne et deux fenêtres de toit au second.
Ce bâtiment est avec un bâtiment à l'arrière du 14 rue Lepelletier le seul témoignage de cette forme d'architecture Renaissance à Lille. Il en existe d'autres exemples ailleurs en Flandre dont les Hôtels d'Abancourt et de Montmorency à Douai. Cependant le rez-de-chaussée entièrement recouvert en grès reste une particularité de ce style propre à la ville de Lille.